# Zahntrost-Sägehornbiene
Die Zahntrost-Sägehornbiene (Melitta tricincta) ist eine Biene aus der Gattung der Sägehornbienen (Melitta) in der Familie der Melittidae.

## Beschreibung

### Gemeinsame Merkmale beider Geschlechter
Die Zunge der Zahntrost-Sägehornbienen ist kürzer als der Kiefertaster. Der Wangenbereich ist kürzer als das Fühlersegment A2. Die Oberfläche der Galea (Außenlade der Maxille), das Scutum und das Scutellum sind matt und skulpturiert. Das dreieckige Propodeum ist deutlich skulpturiert, sein Rand ist kielförmig. Die Tergite sind schwarz, das zweite bis vierte Tergit am Metasoma ist mit gelblich-weißen nach vorn gerichteten Haarstreifen besetzt, die meist so lang oder gelegentlich kürzer als die Randzone sind.

### Weibchen
Die Weibchen erreichen eine Länge von zirka 11 mm. Sie besitzen einen konvexen Clypeus, der dicht mit tiefen Punktgruben besetzt ist. Zwischen den Punktgruben ist die Oberfläche (zumindest nach vorne hin) glatt, in der Mitte befindet sich eine ungepunktete Linie. Das Scutum der Weibchen ist gemischt mit rötlichen und schwarzen Haaren besetzt, am ersten Tarsenglied der Hinterbeine besitzen sie blasse Haare. Die vor dem Telson sitzende Fimbria ist meist schwarz und ist seitlich mit gelblichen Haaren besetzt. Die Pygidium-Platte weist in der Mitte meistens einen schmalen erhöhten Bereich auf.

### Männchen
Die Männchen werden etwa 10 mm lang. Ihr Clypeus ist konvex und bis auf einen vorn befindlichen Teil dicht gepunktet. Die Antennen sind braun gefärbt, die Antennensegmente A3 und A4 sind gleich lang. Die Antennensegmente A4 bis A12 sind nach vorn und auf der Unterseite vergrößert. Die Haare an der Unterseite des Femur der Hinterbeine sind kürzer als breit. Das erste Tarsenglied der Hinterbeine ist doppelt so breit wie das zweite Tarsenglied der Hinterbeine, die Ränder verlaufen parallel. Die Scheibe des dritten Tergits am Metasoma ist mit schwarzen Haaren besetzt. Die Sternite der vierten und fünften Segmente sind am nach vorne weisenden Rand gebuchtet; das Sternit am sechsten Segment ist spitzenwärts mittig büschelig behaart; das Sternit am siebten Segment ist spitzenwärts beidseitig nahezu unbehaart; das Sternit am achten Segment ist nahezu unbehaart. Der Gonostylus ist gerade und an der Spitze abgeschnitten. Der Digitus ist an der Spitze abgerundet.

## Verbreitung
Die Zahntrost-Sägehornbiene ist in Europa weit verbreitet. Ihr Verbreitungsgebiet reicht von Südengland im Westen bis nach Ufa und Udmurtia in Russland im Osten. Nördliche Grenze des Verbreitungsgebietes ist Löderup und Kalmar in Schweden, südliche Grenze ist Sizilien/Italien.

## Ökologie
Die Art fliegt von Ende Juli bis Ende September. Sie besucht vor allem Sommerwurzgewächse (Orobanchaceae), beispielsweise Zahntroste (Odontites), Augentroste (Euphrasia) und Wachtelweizen (Melampyrum), wurde aber auch an Korbblütlern (Asteraceae), Hülsenfrüchtlern (Fabaceae), Lippenblütlern (Lamiaceae) und Weiderichgewächsen (Lythraceae) beobachtet.

## Gefährdung
Die Art ist auf der Roten Liste gefährdeter Tiere Deutschlands als „gefährdet“ (Kategorie 3) gelistet.